# Resolució 1796 del Consell de Seguretat de les Nacions Unides
La Resolució 1796 del Consell de Seguretat de les Nacions Unides fou adoptada per unanimitat el 23 de gener de 2008. Recordant la resolució 1740 sobre situació al Nepal, el Consell va decidir ampliar el mandat de la Missió de les Nacions Unides al Nepal durant sis mesos, fins al 23 de juliol, a petició del govern d'aquest país i sobre la base de la recomanació del Secretari General per a una pròrroga de sis mesos.

## Detalls
La resolució fou presentada pel Regne Unit i expressava el seu ple suport a l'Acord General de Pau de 21 de novembre de 2006, signat pel govern i el Partit Comunista de Nepal (Maoista). Demana a totes les parts que mantinguin el momentum en l'aplicació de l'Acord i treballin junts per avançar cap a les eleccions de l'Assemblea Constituent, programades per al 10 d'abril.
Després de l'adopció, el representant de Nepal va expressar la seva confiança en que en els pròxims sis mesos el seu país podria assolir avenços en el procés de pau, inclosa la celebració de les eleccions a l'Assemblea Constituent del 10 d'abril. Nepal va assegurar al Consell que cooperaria plenament amb el representant especial del secretari general en l'execució del mandat recentment renovat.
Contingut en una carta del Representant Permanent de Nepal i dirigida al Secretari General, la sol·licitud del Govern es va transmetre al Consell en una carta del Secretari General de data 27 de desembre de 2007. La petició fou seguida de consultes dins de l'Aliança de Set Partits del Nepal i va reflectir un consens entre totes les parts, inclòs el Partit Comunista de Nepal (Maoista), que actualment estava fora del Govern Provisional.